# Sinsa (metropolitana di Seul)
Sinsa (신사역 - 新沙驛, Sinsa-yeok) è una stazione della metropolitana di Seul servita dalla linea 3 della metropolitana di Seul. Si trova nel quartiere di Gangnam-gu.

## Linee
Seoul Metro
● Linea 3

### Linee in costruzione
Shin Bundang Line Corporation
■ Linea Sinbundang (apertura prevista nel 2018)

## Struttura
La fermata della linea 3 è costituita da due marciapiedi laterali con due binari passanti protetti da porte di banchina.
| Direzione Daehwa | ● Linea 3 | per Jongno 3-ga, Gyeongbokgung, Yeonsinnae, Gupabal, Daegok e Daehwa |
| Direzione Ogeum  | ● Linea 3 | per Gosok-Terminal, Yangjae, Suseo e Ogeum                           |

## Stazioni adiacenti
| «                | Servizio          | »         |
| Linea 3          | Linea 3           | Linea 3   |
| ---------------- | ----------------- | --------- |
| Apgujeong        | -                 | Jamwon    |
| Linea Sinbundang |                   |           |
| Dongbinggo       | (servizio futuro) | Nonnyheon |